# Odeonsplatz w Monachium
Odeonsplatz – jeden z najważniejszych placów w centrum Monachium, zlokalizowany w jego północnej części, przy Theatinerstrasse i Residenzstrasse.
Założenie zaczęto realizować w 1817 pod kierownictwem Lea von Klenzego. Przy placu stoi kilka ważnych zabytków miasta:
- Odeon – dawna szkoła muzyczna, obecnie gmach administracji państwowej,
- Kościół Teatynów,
- Feldherrnhalle – naśladująca florencką Loggię dei Lanzi z posągami bawarskich dowódców wojskowych, marszałków: Johana von Tilly'ego i Carla Philippa von Wredego,
- monument upamiętniający mieszkańców Monachium poległych w wojnie francusko-pruskiej.

9 listopada 1923 na Odeonsplatz rozpędzony został pucz monachijski. Policja Republiki Weimarskiej otworzyła wtedy ogień do bojówek pod wodzą Adolfa Hitlera, przygotowanych do walki pod Feldherrnhalle, w ciągu Residenzstrasse.
Pod placem znajduje się jedna z najważniejszych, węzłowych stacji monachijskiego metra – Odeonsplatz. Dojazd liniami U3, U4, U5 i U6.